# Саксельцев, Виктор Гаврилович
Виктор Гаврилович Саксельцев — советский хозяйственный, государственный и политический деятель.

## Биография
Родился в 1906 году в Царицыне. Член КПСС.
С 1924 года — на хозяйственной, общественной и политической работе. В 1924—1984 гг. — техник-механик главных мастерских имени В. И. Ленина, конструктор управления «Стройпуть», техник авиационных мастерских Северо-Кавказского военного округа, конструктор,
старший мастер, начальник цеха завода, старший инженер, заместитель начальника, главный инженер ОКБ, начальник конструкторского отдела ВВА имени Н. Е. Жуковского при заводе № 69 Наркомата вооружений СССР, начальник сборочного цеха завода № 217 Наркомата вооружений СССР, главный технолог завода № 689 Министерства вооружения СССР, начальник производственно-технического отдела 4-го Главного управления Министерства вооружения СССР, заместитель начальника Главного управления Министерства обороны СССР, заведующий кафедрой «Технологии ракетно-космического производства», директор Научно-исследовательского института проблем машиностроения
За разработку и организацию серийного производства следящих приводов к стамилиметровым зенитным орудиям был в составе коллектива удостоен Сталинской премии за выдающиеся изобретения и коренные усовершенствования методов производственной работы 1950 года.
Умер в Москве в 1984 году.